# 教化団体
教化団体（きょうかだんたい）は、戦前日本において、国民の道徳向上を目的として思想の善導と社会の改善をするとされた団体の種類である。道徳的・精神的に民衆を教化することを目的とした。1924年に教化団体連合会を結成し、1929年には教化総動員運動に加わった。その後の戦時体制において戦争協力を行った。教化団体の特徴としては、政府の庇護を受け、各地の官民団体や個人を利用し、民衆が政府の方策を支持し協力するようにその精神面に働きかけた等の点が挙げられる。

## 教化団体の範囲
教化団体連合会は1924年に発足したものの、何をもって教化団体と定義すべきか、その範囲は曖昧であった。創立趣意書は教化団体について次のように抽象的な説明をしていた。
現在わが国には、中央地方を通じて約700の教化団体がある。これらの団体は各々其の立場を異にし、沿革を異にするも、国民の教化を目的として、社会改良に従事せる点は全く同一である。すなわち教化団体とは、時代の推移に順応して、民心を指導し、風教を振作せんと志すものである
この説明は簡単すぎて不十分であったので、当初は実務上、全国教化団体代表者大会などの参加者を募る際に教化団体代表者としての資格を定めるにあたって次のような基準によって取り扱っていた。
教化団体とは倫理的社会改良運動を直接の目的とするもの（但し宗教の宣布、倫理道徳の研究を主たる目的とする団体、および感化院、免囚保護団体、青年団、処女会等を含まず）
このような取り扱いは教化団体連合会内部でも批判があり、教化団体連合会で審議研究を重ねた結果、1925年9月、次のような定義を決定した。
教化団体とは、国民道徳を基調として、思想を善導し、もしくは社会を改善するを直接の目的とする団体を謂う。
これにより、次のような団体は教化団体に含まないことになった。
- 宗教の宣布を直接の目的とするもの
- 単に学術研究に限る学会のようなもの
- 救済や保護感化などの社会事業、および経済的手段による社会政策上の施策を主な目的とするもの
- 青年団・処女会・少年団・戸主会・主婦会などであって、単に会員各自の修養や会員限定の事業を主とするもの

この定義は教化団体連合会内部でのものであったが、1927年末に内務省社会局において全国の教化団体を調査する際の照会文書で公式に採用された。その調査結果は、教化団体に関する事務が文部省に移管された際に、文部省に引き継がれた。

教化団体連合会が中央教化団体連合会に改組した後は、個々の教化団体は中央教化団体連合会に直接加盟せず、府県連合会等に加盟することになった。また、それまでも府県連合会にしか加盟していなかった団体もあった。このため、個々の団体の加盟の可否を判断する府県連合団体の解釈等の違いにより、上記の定義から外れる加盟団体も少なくなかった。そこで中央教化団体連合会は定義の見直しを進め、1929年3月1日、従来の狭義の定義を廃し、教化団体の範囲を拡げる定義を次の通り決定した。
教化団体とは国民の道徳向上を目的として思想を善導し社会を改善するものを謂う
中央教化団体連合会はこの定義をもって1929年『全国教化団体名鑑』を編纂した。

## 歴史

### 全国道徳団体連合大会
教化団体の組織化の端緒を開いたのは、1915年11月に京都市内で開催された全国道徳団体連合大会であるといわれる。これは、大正天皇の即位礼が京都御所で挙行されたのを契機に開かれたもので、元情報将校の花田仲之助らの呼びかけにより58の団体が参加した。大会の中心は、花田の主催する報徳会、および一徳会であった。花田の報徳会は、報徳思想系のいわゆる報徳会はなく、教育勅語を奉戴する団体であり、一徳会もまた教育勅語を奉戴する団体である。この第1回大会には内務省の後援もあり、内務大臣一木喜徳郎が出席して祝辞を述べるなどした。
翌1916年には第2回大会が開かれる。これは裕仁親王の立太子の礼の契機に東京で開かれたものである。この第2回大会には中央報徳会、日本弘道会、軍事教育会などの教化団体も参加した。このうち中央報徳会については、純然たる道徳団体ではないとされながらも、かねてから道徳の調和のために力を致している関係から主催者に加わることになったという。この大会の初日は600人近くが参加し、文部大臣岡田良平や東京府知事井上友一が祝辞を述べた。2日目には教化団体の全国組織化について初めて議論した。
第3回大会は1918年に東京で開催される。この大会は中央報徳会、修養団、日本弘道会、軍事教育会、史跡名勝天然記念物保存会の5団体の共催によるもので、内務大臣床次竹二郎らが出席し、50の教化団体が参加し、300人が来場したが、前の2回の大会と様子が異なり、従来主催者であった花田らの参加を確認できない。教化団体の組織化が議論されることもなく、この第3回大会の後、全国道徳団体連合大会が開かれた形跡はない。

### 民力涵養運動
1919年3月、内務省は民力涵養運動に着手する。明治後期から続けてきた地方改良運動が地方自治体の再編を課題とするのに対し、この民力涵養運動の課題は、第一次世界大戦後の社会不安を緩和することであった。内務省はまず同月1日に「戦後民力涵養に関する訓令」を発し、その5大綱領の第1に「立国の大義を闡明し国体の精華を発揚して健全なる国家観念を養成すること」を掲げる。次いで全国各地で講演会を開き、講師を派遣する。派遣された講師の中には、かつて全国道徳団体連合大会を主催した花田仲之助の名も見える。この間の5月、内務省は地方官を本省に招集して協議会を開催する。内務省が協議会で示した私案には、(1)国民教化の徹底普及を図ること、(2)祖先崇拝の実を挙げること、(3)教育・思想・道徳・宗教に関する諸家および諸団体の意思の疎通を図り、その奮起を促すこと、の3点が盛り込まれた。ここに教化団体の組織化に近い動きを認めることができる。また、内務省は民力涵養運動の実施を中央報徳会に委託する。委託を受けた中央報徳会は、8月末から全国各地で独自に講演会を開催する。翌1920年に内務省地方局が刊行した『民力涵養宣伝経過』では、各地の報徳会などをはじめ、道徳団体なども内務省の趣旨に賛同して会合を開いていたことを伝えている。

### 教化団体の所管を巡る内務省と文部省の対立
1920年8月、内務省は地方局社会課を社会局に昇格し、新設した社会局第2課の分掌事項に「社会教化事業に関する事項」を明記する。こうして内務省が教化団体への関与を進めていったのに対し、文部省も翌1921年の頃から教化団体への働きかけを始める。まずその年の1月に教化団体の理事者を20数名集めて第1回の教化団体連合協議会を開催する。翌2月、第2回教化団体連合協議会を開く。教化団体側の出席者は、日本弘道会、大日本救世団、自慶会、皇民会など10団体14名である。協議会では決議を採択した。それは、国民思想の健全向上を図るため、教化諸団体が時々会合して教化上の協議を行うとともに、連合講演会や連合講習会を開催することを確認するものであった。
文部省の第2回教化団体連合協議会は文部省側から課長以下しか出席しなかったが、これに対して内務省は大臣主催の懇談会を開く。すなわち同年4月に床次内務大臣が、大日本救世団、協調会、中央報徳会、大日本報徳社、統一団など11の教化団体の関係者12人を大臣官邸に招いて民力涵養懇談会を開いたのである。床次内相はその席で「民力涵養の実績を挙げようとするには、こういう民間教化団体とも提携し、あい呼応して、同一の目的に進まなくてはならん」と表明し、また「民力涵養ということは、諸君のやっておられる社会教化の運動で、ただ便宜上、民力涵養と名づけているに過ぎないのであるから、今後は更に一層官民一致して、実行を挙ぐるにつとめたい」と述べた。ここに内務省は事実上、教化団体の組織化に踏み出したといえる。
これに対し文部省では6月に国民教化講演会を開く。講演会の冒頭で文部省普通学務局長赤司鷹一郎が挨拶に立ち、今回の国民教化講演会は全国教化団体連合大会の開催を視野に入れてその第一歩として開くものであること、国民教化については文部省が所管すること、教化団体の連合化についても文部省が従来から関与していること、等を述べる。
翌1922年の5月、文部省の外郭団体である帝国教育会が主催して社会教育協議会を開く。社会教育協議会は、文部省から社会教育振興策について諮問を受け、それへの答申において、社会教育事業を統一する機関を内閣直属に特設することを提案し、また、個人・各種教化団体・各種教化機関・新聞雑誌経営者の間の連絡協調を厚くしてその自発的活動を促進することを提案する。
この年の翌年度予算編成で、文部省は社会教育局新設費6万円を大蔵省に要求する。これは、これまで社会教化のために努力してきた社会教育課を昇格させて新たに社会教育局を設けるための要求であった。この要求について文部省は社会教化事業の専管化をかなり重視したと考えられる。この後も文部省は社会教育局新設を具体化していくが、その際に教化団体の所管に拘りを見せる。
翌1923年の6月、文部省は社会教育局の新設費として30万円余りを見込み、新設する社会教育局において社会教育施策を総て統一し、それに教化団体を所管させることを計画する。そして、たとえ大蔵省が30万円余りの新設費を認めなくても、文部省としては2万円程度の最小規模でもいいから社会教育局を設けたいという意気込みを示す。
この年の翌年度予算編成では内務省と文部省がそれぞれ教化団体調査奨励費（教化団体への助成金）を要求して対立する。大蔵省において両省関係者が合議した結果、教化団体調査奨励費は内務省外局の社会局の予算に計上されることになる。ただしそれを実際に支出するときは文部省との協議を要することに決まる。

### 教化団体を組織化する動き
1920年に文部省が開催した教化団体連合協議会について、後に文部省はこれを回顧して「連合会組織の機運をつくった」と自画自賛するが、内務省に言わせると「文部省でも之（連合会組織）を試みて余り結果の挙がらなかった実例がある」というものであった。
このほか、政府が関与したかは不明であるが、1922年に後藤武夫が「大日本教化団体連合会」なるものをつくったという説がある。一説には後藤が組織した団体の名は「大日本教化団体連盟」であったともいう。また、花田仲之助の報徳会によると、1923年、花田は全国の教化団体が連合する必要を痛感し、同志の一徳会とともに、東京の主要な教化団体と何度も交渉したが、どうしても協議が進まず、そのうちに関東大震災が突発し、困難に陥ったという。
内務省の肝いりで教化団体の組織化が始まるのは、関東大震災の後の混乱を経て、その年の11月10日に国民精神作興に関する詔書が発せられてからである。この詔書は内務省系の国府犀東が中心になって起草したものであるが、これに対しては文部省が先に反応する。文部省はまず同月17日に詔書に関する訓令を発し、21日に詔書に関して地方の社会教育主事を招集して会議を開き、その答申で「各種社会教化団体に対し統制ある訓練を施す」との提案をうける。一方、内務省では、詔書の趣旨を普及徹底するため、大臣その他の内務省幹部が各地に出向いて協議会や講演会を開く予定であったが、震災後の国務繁忙を理由に予定を中止する。その代わりに教化団体を動員するという案が浮上する。東京の教化団体関係者は震災で焼き出されて四方に避難し、所在不明になっているものが多いので、内務省は手を尽して探し、36の教化団体の所在を突きとめる。
そして年の暮れの12月26日、36の団体を内務省社会局の会議室に招集する。団体を選別する余裕がなかったため、招集に漏れた有力団体もあり、逆に零細団体なのに堂々と参加した団体もあったという。有名な団体としては、中央報徳会（代表一木喜徳郎）、日本青年館（後藤文夫）、修養団（蓮沼門三）、日本弘道会（徳川達孝）、処女会中央部（山脇房子）などが招集され、このほか明治余光会、大日本努力会、斯道会、国風会、奉公会、天業民報社というような団体も参加した。協議会の席上、官金の助成を求めた団体もあれば、自己宣伝を続けた迷惑な団体もあったという。さまざまな議論が出るが、詔書の趣旨の普及徹底を図るという点では一致する。そして、教化団体連合会を結成するいう案が出される。それは、教化団体連合会から政府に要求や建議を行って国民の奮起を促すという提案であった。参加者の多数はこれに賛成する。一木喜徳郎も賛成するが、その際に留保条件として「歴史を異にし、特色を有する各団体の自由を束縛するががごときのないように」という注文をつける。中には、かつて文部省主導で教化団体の連合を試みて失敗した例を鑑みて、消極意見も若干あったが、内務大臣ら内務省側が熱心に説いて、どうにか結成の方向でまとめる。
内務省社会局での協議の翌日、摂政皇太子が狙撃される。この虎ノ門事件は教化の重大性を痛感させるものとして捉えられ、教化団体の連合に拍車をかけることになる。この事件によって山本内閣が倒れ、年明け正月元旦に清浦内閣が成立する。後藤に代わって内務大臣に就任した水野錬太郎は訓示で「政府は各種教化団体・教育家・宗教家と協力して、ますます国民精神の涵養と民風の作興とに勉むる」と述べ、従来の路線を継承することを明らかにする。

### 教化団体連合会の結成
1924年1月15日、教化団体連合会が結成される。当日午後1時から教化団体代表者が協議会を開く。前月26日と同じように様々な議論がでて協議会は夜まで続く。議論の末にやっと規約を議定し、あらかじめ加藤咄堂が起草しておいた宣言書を後藤武夫が読み上げる。この宣言書は連合会の結成経緯とその課題を述べるものである。その趣旨は、国家興隆の本は国民精神の剛健にあるが、最近は浮華放縦の風潮が民心を侵しているので、国民教化にあたる者は自らの責任を重大と思い、ここに同志の各団体が連合して一斉に立ち上がり、聖旨の普及徹底に努めてこれを広く全国民に及ぼさなくてはならない、というものである。役員については、会長に一木喜徳郎（中央報徳会）、常務理事に三矢宮松（内務省）、そのほか理事に本多日生（自慶会）、留岡幸助（人道社）、今泉定助（神宮奉斎会）、後藤武夫（日本魂社）、加藤咄堂（上宮教会）が就く。
教化団体連合会結成の翌月、清浦内閣は宗教家や各種教化団体の意見を徴するため、その代表者たちを首相官邸に招く。内閣からは清浦首相、水野内相、江木文相が出席する。清浦首相は教化団体に対する挨拶で、教化団体が社会教化事業を担って国民の思想善導・道徳向上に直接尽していることに感謝し、その助力を得ることを最も切望していると述べる。宗教家や各種教化団体関係者は、思想善導・国民精神作興に取り組むにあたって、単に政府の力だけでなく、自分たちが民間から努力する必要があるという認識で一致する。この会合には、教化団体連合会から会長の一木喜徳郎、理事の今泉定介、留岡幸助、後藤武夫が出席したのをはじめとして、大木遠吉（帝国公道会）、水町袈裟六（中央報徳会）、山脇房子（処女会中央部）ら連合会を結成した人々も出席した。このほか、鵜沢聡明（大東文化協会）、山岡萬之助（東洋文化学会）、嘉納治五郎（講道館文化会）、長尾半平（国民禁酒同盟）、戸板関子（婦人復興会）、阪谷芳郎（斯文会）、野口援太郎（帝国教育会）、小崎千代（日本基督教婦人矯風会）らの名が見える。
同年9月末までに、教化団体連合会の加盟団体の数は64に増える。新たに加盟した団体の中には、かつて全国道徳団体連合大会を主唱した花田仲之助の報徳会も含まれる。このほか仏教系の中央仏教会、仏教青年伝導会、東京仏教護国団、日本宗教会館社会事業部も参加している。
1924年、大日本報徳会が定款を改正し、全国各地の報徳社を大合同し、その指揮監督をも行うことになる。

### 教化団体の文部省への移管
1925年5月、内閣に行政調査会が設置され、その後およそ2年間、省庁間の所管について調整を行う。その中で、教化団体の所管についても調整が行なわれ、最終的に教化団体を文部省の所管に移すことに決まる。
はじめ文部省は教化事業に関する事項について「内務省所管より文部省所管へ移すを適当と認む」と主張し、その理由として次のことを挙げていた。
- 教化運動は倫理運動であって教育や宗教と密接な関係を必要とし、また学術等とも離れられない関係を有すること
- 教化運動を担当する者の多くは教育家・宗教家・その他倫理運動関係者であること
- 法人組織の教化団体は文部省において認可したものが多いこと

行政調査会では当初、教化団体を内務省所管に留める案が優勢であったが、文部省は執拗に移管を要求する。1926年9月13日の行政調査会幹事会は教化団体を文部省に移管することを可決する。これを具体化した23日の「各庁事務系統整理案」は次のように整理する。

教化団体・青年団・処女会に関する事務は文部省の所管とし、その内務省の事務に関係ある重要事項は文部省より内務省に合議を為すべきものとし、合議事項の範囲はあらかじめ両省の協定に依る。

（説明）教化団体・青年団および処女会は現在、内務・文部両省の共管に属するも、同一団体を二省の共管に属せしむることは行政の敏活簡明を期する所以にあらざるをもって、比較的関係深き一省に属せしむるを相当とす。しかして教化事業は倫理運動にして教育および宗教と関係密接なるを要するに依り、青年団・処女団はその修養団体たるの実を挙げんが為には学校教育と密接なる関係を有するに依り、これを文部省の所管とするを相当とす。ただしその内務省の事務と密接の関係ある重要事項については同省に合議を為すべきものとす。しかして感化院・勤倹・貯蓄・地方改良のごとき事務は依然内務省の所管とす。
教化団体に関する内務省の事務は1928年10月に文部省に移管される。この間、教化団体連合会は、同1928年4月1日付けで従来の規程を廃し、新たに会則を定める。この新会則の定めにより、名称を教化団体連合会から中央教化団体連合会に改めるとともに、組織を根本的に変更する。すなわち、従来加盟していた個々の教化団体は一旦脱退して、各団体所在地の府県連合会に加盟することとし、府県連合会が中央教化団体連合会に加盟する形式に改める。さらに中央教化団体連合会は文部省に財団法人設立を出願し、同年12月24日に認可される。翌1929年の7月、文部省に社会教育局が置かれ、教化団体に関する事務は総て同局が所管することになる。

### 教化総動員運動
1929年9月から12月にかけて教化総動員運動が全国で実施される。これは浜口民政党内閣の成立を機に民政党の党略として急遽計画された運動である。浜口内閣は7月に「十大政綱」を発表し、その第2項に「民心の作興」を掲げ、国体観念の涵養に留意して国民精神の作興に努めることを宣言する。これを受けて、小橋文部大臣は8月5日、中央教化団体連合会長の山川健次郎や、東京府下の各教化団体幹部を招待して協力を求め、その後、急ピッチで準備を進める。この運動は各地の教化団体・青年団体・宗教団体・婦人団体などを担い手として、一般国民を巻き込むことを意図していた。しかし、運動を推進していた小橋文相が途中で鉄道疑獄事件により辞任したこともあって、教化総運動は尻すぼみに終わる。もっとも、各地の教化団体などが自発的に運動に参加したことは、一般国民の間に思想国難の意識を深め、共産主義への恐怖を煽り、異端排斥のムードを広める結果になる。
教化総動員運動が終息した翌1930年1月、文部省は省議で思想善導案を決定し、その中で「社会教化団体の活動を促す事」、「中央教化団体、府県連合教化団体の活動を促し、全国市町村に亘って社会教化網を張る事」、「中央教化団体主催の下に全国一斉に教化運動を行う事」を掲げる。

### 国民更生運動
1932年9月1日、中央教化団体連合会会長でもある斎藤実首相が、首相官邸からラジオを通じて全国に向けて「関東大震災記念日にあたり国民更生運動の本旨を闡明す」という題で講演をする。その4日後には内務大臣の山本達雄がラジオ放送で国民更生運動を宣明する。国民更生運動とは、経済的国難ともいうべき不況を打開するために、政府が土木事業などの経済対策を実施するにあたり、国民においてもひとりひとりが自力救済に努めるように促す運動であるという。その目標は、(1)建国の大義に則り挙国一致し国難打開に邁進する、(2)自力更生の気風をつくりだす、(3)経済生活を合理化する、(4)国民各自がその分に応じ社会公共に奉仕する、とされる。府県庁と地方自治体がこの運動の中心となり、教化団体・実業団体・男女青年団・在郷軍人会・婦人団体などの民間団体もこの運動に協力することを求められる。
中央教化団体連合会は、同会の実施すべき更生運動に対し政府から9千円の下付を受ける。国民更生運動資料と銘うって7種の叢書を5万4千部を刊行し、必要な方面に無料配布し、一般希望者に安価で配布する。そのほか協議会や座談会の名称に国民更生運動の冠をかぶせたり、国民更生運動強調週間を設定したりする。
中央教化団体連合会以外の教化団体の中では中央報徳会や大日本報徳社が政府から各々1千円を直接下付される。このうち中央報徳会は機関誌の10月号を特に国民更生号として、その無料配布を9千部追加するほか、各地で自力更生講演会を開催する等の施策を行う。また、大日本報徳社では国民更生運動講演会を78回開催し、延べ1万余人が参加するほか、国民更生講習会を開講し、30人が1週間、46人が1か月受講し、また国民更生女子青年一夜講習会を開講し、90人の女子が1夜受講する。
このほか内務省は、国民更生運動の真の目的を達するには地方農村の指導者の養成を第一義と認め、教化団体と共同して指導者養成講習会を3県で開催する。兵庫県では中央教化団体連合会との共催、静岡県では大日本報徳社との共催、宮城県では中央報徳会との共催である。

### 思想善導方策具体案
1933年には長野県教員赤化事件、滝川事件、共産党幹部の転向問題などがおこり、この年の斎藤内閣は思想対策に明け暮れる。4月、内務・文部・司法・文部・陸軍・海軍の各省次官などから成る思想対策協議会を内閣に設置する。思想対策協議会は文部省案をもとに「思想善導方策具体案」を審議し、8月にこれを閣議報告する。その中で「日本精神の闡明普及徹底のために、在郷軍人団・消防組・青少年団体・婦人団体・教化団体等の活動を奨励助長すること」を提案する。

### 国民精神総動員
1937年7月、日中戦争が勃発する。日本政府はこれに対応して翌月「国民精神総動員実施要項」を閣議決定する。その趣旨は「挙国一致・堅忍不抜の精神をもって現下の時局に対処する」ため「時局に関する宣伝方策および国民教化運動方策の実施として官民一体となりて一大国民運動を起さん」とするものであり、その実施方法については、各省関係団体を動員して、それぞれの事業に関連して協力させることを決める。またその実施機関については、「民間各方面の有力なる団体」を網羅した外廓団体を中央機関として結成することとし、同年10月に国民精神総動員中央連盟を結成する。これには中央教化団体連合会が加盟するほか、全国神職会、中央報徳会、大日本報徳社、修養団の各教化団体も「有力なる団体」と認められて直接加盟する。

### 戦時国民思想確立
1943年12月10日、日本政府は「戦時国民思想確立に関する基本方策要綱」を閣議決定する。その方針では、万邦無比の皇国国体の本義に徹し、政教は一に聖旨を奉体し、深く学問・思想・文化の根源を正し、いよいよ忠誠・奉公の精神を昂揚・振起させる、と謳う。そしてその要領では、国体の本義を透徹し、教学を刷新・振興させるため、学問・思想における自由主義・個人主義・社会主義的な思想を払拭し、日本精神に基づく諸学の確立・徹底を図り、これを教育・教化の実際に浸透させる、と謳う。
また上記「基本方策要領」と同時に同「文教措置要綱」を閣議決定する。その方針では、国民思想を国策遂行に凝集させ、戦力増強を阻害する一切の思想的原因を根絶し、必勝の信念、尽忠報国精神の昂揚、戦時国民道義の確立を図るため、全面的に教学の刷新・振作を行うとともに国民の思想指導を強力に実施すると謳う。そしてそのための措置として、教育団体・教化団体・文化団体等の活動に対し日本的な思想・文化の根源を確実に把握させ、これを昂揚・振作させるように、関係官庁協力により積極強力な指導を行うことを挙げる。

### 大日本教化報国会
教化団体・文化団体においても国体護持精神の透徹、および国民風尚の明朗化を強力に推進する必要があるということで、その協力体制として大日本教化報国会を1945年1月25日に結成する。大日本教化報国会は、文部大臣を会長とし、政府と表裏一体の関係にある団体である。中央教化団体連合会を発展的に解消してこれを母体とし、社会教育上重要とされた28団体を会員とする。その目的は、この28団体の歴史的伝統と特性を生かしつつ社会教育の統一的推進を図ることとされる。しかしこの時すでに太平洋戦争は最終局面であり、28団体の統一的活動は紙上の計画にとどまり、実現せずに終わる。

## 教化団体の例
教化団体の例を以下に挙げる。会員数、支部数、役職者名は、特に断らないかぎり、中央教化団体連合会1929年発行『全国教化団体名鑑』編纂時点のものである。
日本弘道会は1876年3月に西村茂樹の興した東京修身学社に始まる。邦人の道徳を高め国家の基礎を強固にすることを目的とする。儒教・洋学・宗教の一方に偏らず諸教の長所を採り、教育勅語を遵奉し、社会の病弊を降し、道徳振興・国運伸長を図り、もって聖旨に副い奉るという。東京市所在の社団法人であり、会員数5,372、支部数64、伯爵徳川達孝を会長とする。2020年現在も公益社団法人として存続する。
斯文会は1880年に右大臣岩倉具視の推進により斯文学会として設立された。儒教を主として東亜の学術を闡明し、教育勅語の主旨を翼賛し、我が国体の精華を発揮することを目的とする。東京市湯島聖堂内所在の財団法人であり、会員数1,438、公爵徳川家達を会長とし、子爵渋沢栄一と男爵阪谷芳郎を副会長とする。2020年現在も公益財団法人として存続する。
国柱会は1880年に蓮華会として創立された。田中智学の創立にかかるという。日蓮の指導に根拠し日本国体の精要を発揮し、道義で宇内を統一するという我が建国の主張を遵奉して、これを国民的思想・信念・事業とすることを目的とする。東京市所在の会員組織（非法人）であり、会員数は海外を含め7千を超えるという。2020年現在も宗教法人として存続する。
東京基督教青年会は1880年に小崎弘道らにより創立された。青少年の全人格を徳育・知育・体育により向上させ、国民としても国際人としても有為な人物たらしめることを目的とする。雑誌「六合雑誌」を発行する。東京市所在の財団法人であり、会員数1,820である2020年現在も公益財団法人東京YMCAとして存続する。
皇典講究所は1882年に有栖川宮幟仁親王を総裁として創設された。皇国の国体を講明し道義を発揚し典故文献を研究し、これに必要な教育を施すことを目的とする。事業として、国学院大学の経営、神職任用資格の授与、内務省委託による神職養成、各種教化事業、思想善導を行う。東京市所在の財団法人であり、久邇宮邦彦王を総裁とし、江木千之を所長、上田萬年を大学長とする。戦後は神社本庁の母体の一つとなる。
全国神職会は1892年に憂国の神職有志の運動の結果として創立された。国体を闡明し、神社の隆盛、神職の向上を図ることを目的とする。事業として、神社に関する必要事項の調査、敬神思想の涵養に必要な施策、雑誌・図書の刊行などを行う。所在地を皇典講究所と同じ住所とし、会長も皇典講究所長の兼務である。会員数14,751の財団法人である。のち大日本神祇会に改称し、戦後は神社本庁の母体の一つとなる。
神宮奉斎会は、もともと1872年に伊勢神官が大教宣布のため設立した神宮教院に始まり、1884年に神官教導職兼務廃止に伴い神宮教となり、1899年に神宮教を解散して財団法人神宮奉斎会として組織された。神宮の尊厳を欽仰し、皇祖の懿徳、皇上の聖勅を奉戴し、国典を考究し、国体を講明し、国礼を修行することを目的とする。会員数は12万を超えるという。東京市所在の財団法人であり、今泉定助を会長とする。戦後、神社本庁の母体の一つとなる。
大東文化協会は帝国議会両院の漢学振興建議にもとづき1923年に設立され、政府補助金を受けて運営される。東亜固有の文化を振興することを目的とする。皇道に遵い国体に醇化した儒教により国民道義の扶植を図り、東洋文化を中心とする専門学校・大東文化学院を経営する。東京市所在の財団法人であり、小川平吉を会長とする。2020年現在も学校法人大東文化学園として存続し、大東文化大学などを経営する。
大日本報徳社は二宮尊徳に師事した岡田良一郎とその同志によって1875年に遠江国報徳社として創立された。1924年に定款を改正し、全国各地の報徳社を大合同し、その指揮監督も行うことになる。二宮尊徳の遺教により報徳の事業を行うことを目的とする。静岡県掛川町所在の社団法人であり、本社の社員数は4,438、所属社数561、所属社の社員数27,275、合計32,274である。創始者の子にして元文部大臣の岡田良平を社長とし、その弟にして教化団体連合会初代会長・一木喜徳郎を顧問とする。2020年現在も公益社団法人として存続する。

### 大日本教化報国会の28団体
終戦近くの1945年1月に結成された大日本教化報国会は、中央教化団体連合会を母体とし、社会教育上重要とされた28団体を会員とする。その28団体の名称は以下の通りある。
- 恩）大日本母子愛育会
- 国語協会
- 財）勤労者教育中央会
- 財）社会教育協会
- 財）修養団
- 財）大日本映画教育会
- 財）職業指導協会

- 財）大日本生活協会
- 財）中央報徳会
- 財）東郷会
- 財）東亜報徳会
- 財）大日本音楽振興会
- 財）日本国民禁酒同盟
- 財）日本語教育振興会

- 財）大日本女子社会教育会
- 財）日本青年協会
- 財）日本文化中央連盟
- 財）乃木修養会
- 財）奉仕会
- 財）大日本図書館協会
- 社）日本音盤協会

- 社）日本博物館協会
- 全国保導教護団体連合会
- 大日本教育会（協力会員）
- 大日本報徳社
- 大日本紙芝居協議会
- 日本弘道会
- 日本文化協会

以上「恩）」は恩賜財団、「財）」は財団法人、「社）」は社団法人の略である。

## 関連文献
#出典において参照していない文献を列挙する。
- 尾川昌法「第一次大戦後の教化政策」『日本史研究』第94号、1967年。
- 尾川昌法「危機における日本帝国主義の思想一国家の思想支配について一」『日本史研究』第97号、1968年。
- 尾川昌法「治安維持法体制と思想支配一中央教化団体連合会の形成―」『日本史研究』第176号、1977年。
- 岡本正平「教化団体」『社会教育事典』第一法規、1971年。同著『社会教育義』南窓社、1978年に再録。
- 松村憲一ほか『愛国心教育の史的究明』、青木書店、1971年。
- 松村憲一ほか「近代日本の教化政策と「修養団」一蓮沼門三の修養概念―」、『社会科学討究』第53号、早稲田大学社会科学研究所、1973年。
- 宮坂広作『近代日本社会教育政策史』国土社、1966年。
- 山本恒夫『近代日本都市教化史研究』、黎明書房、1972年。
- 山本恒夫「大正・昭和初期の社会教育一国民教化綱の確立を中心に―」、山本ほか編『社会教育講座Ｉ 社会教育の理論と歴史』、第一法規、1979年。
- 山本恒夫「国民教化と庶民の対応」『歴史公論』第8巻第10号、雄山閣、1982年。
- 「社会教育行政の生成と展開」『日本近代教育百年史』第7巻第3章第2節、国立教育研究所、1974年、863-864頁。